# Ben Liebrand
Ben Liebrand (1960. szeptember 27.) holland zenei producer, DJ, zenész.
Az évek alatt több nemzetközi toplista élére került olyan művészek lemezeinek rendezőjeként, mint Forrest és MC Miker G valamint DJ Sven és Salt-n-Pepa, Sting, TLC, Fun Fun, Tavares, Bill Withers, Frankie Valli és Four Seasons, Rick Astley, SWV és Phil Collins albumainak producereként.
Ugyancsak toplistás volt több alkalommal is saját nevével fémjelzett munkáival, melyek közül az egyik az Eve of the War Ben Liebrand verziója.
1983-ban a Holland Nemzeti Rádió közvetítette az első non-stop mix zene-show-ját In The Mix néven. Akkor még csak hallgatóként voltak jelen a későbbi nagy, világ-hírnévnek örvendő Armin van Buuren, Tiesto és Ferry Corsten, akik később Liebrand-ot idézték, mint egyik fő inspirációjukról, aki elindította őket a mixelés útján.[forrás?]
Az In The Mix-ből származik  a több mint 100 zeneszámból álló, éves kiadású The Grandmix, amely az első sorozata, az 1983 és 1992 között közvetített Grandmixeknek és későbbi verzióinak 1999 után, melyek ugyancsak megjelentek CD-n.

## Korai munkássága
Liebrand tizenhat évesen, 1976-ban kezdte DJ karrierjét szülővárosában, Nijmegenben partizva csapatával, a "The B. Liebrand Audio Studio"-val.
Két évvel később, amikor már elég idős lett, hogy éjszakai klubokba járjon, a -mobil- diszkóit egy nightclub rezidenciára költöztette, a "Juicy Lucy" éjszakai klubban játszva (1978-1979).
Ezen a szinten még csak egyik lemezt játszotta át a másikra, beatmixelés nélkül.
1979-ben áthelyezte rezidenciáját a The Kwien-ben (másként: The Queen) nightklubba (1979-1980). 
Ezalatt sajátította el Liebrand a mixelés művészetét a Kwien lemezlovasától, Huib Luiten-től.
1980 és 1988 között a "The Keizer Karel"-ben játszva tökéletesítette készségeit 5 órás szetteket játszva éjszakánként, abban az időben amikor a klub épp megnyitotta kapuit. 
Ez volt az idő tájt leghosszabb rezidenciája.
Később testvérével, Rita Liebrand-al zenélt Németországban, a "The Hippodrome"-ban, Henneyben. (1990-1995).
Utolsó rezidenciája a Disco inferno-ban volt. (2000-2004)
Ben még mindig aktívan zenél, 4 db Pioneer CDJ 1000-es lejátszón játszik egyszerre!

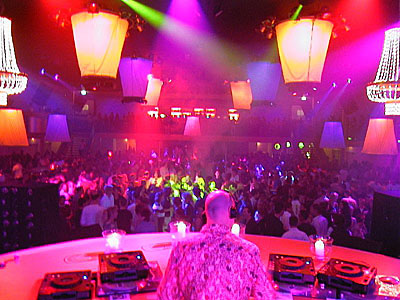

A 90-es évek elején kezdve, Ben úttörőként vezette be a key-mixing (harmonikus mixelés) technikát, amikor a zenéknek nem csak a tempójuk egyezett, hanem a zenei kulcsuk is.

## A Radio Veronica korai évei
1983. április 1-jén Ben Liebrand–ot a Holland Radio Veronica alkalmazta egy individuális heti mix-show-ra (In The Mix).
Ez a Mix Show szombatonként, éjjeli két órakor kezdődött és az időtartama egy órahossza volt. Ez az időszak, 1983-tól 1985 novemberéig tartott.
Ebből a rádió show-ból fejlődtek ki az olyan rendszeres albumok, mint a Grandmix, mely ötvözi egy-egy év legfontosabb dance- zenéit, összemixelve.
Az első Grandmixet, egy-egy hónapos felkészülési időszak előzte meg és a produkció 1983 évének utolsó napján került a rádió hullámaira, de ez az esemény technikai nehézségek miatt majdhogynem elmaradt még mielőtt elkezdődött volna.
A Veronica stúdiójába érkezve Liebrand felfedezte, hogy nem vitte magával azt a két szalagot,  amely a 83-as Grandmixet tartalmazta. Szerencsére nála volt viszont az épp akkortájt befejezett High Fashion Dance Mix, így ezzel a zenével kezdődött a 83-as Grandmix. 1984 januárjában pedig teljes egészében közvetítették a 83-as Grandmixet úgy, ahogy ő azt korábban eltervezte.
A kezdeti nehézségek után a Grandmix a Radio Veronica védjegyévé vált eseményként, mind a rádió állomás, mind pedig Liebrand számára egészen 1992-ig virágzott.
Később, 1984-ben, Ben elkezdett zenét mixelni a péntek esti "Curry and van Inkel Show"-ban, később a "Stenders and Van Inkel show" műsoraiban (mindkettő ugyanazon rádió állomáson). 
Ezek a minimixek vagy 3-4 zeneszámból álló mixek voltak (nem lépve túl a tizenöt perces időbeli határt).
Ebben a periódusban fejlesztette produkciós készségeit azáltal, hogy az előző napi zeneszámokból válogatva mixelte az esti show-kat.
Sok remix, melyeket singles-ként adtak ki, beleértve a Bill Withers - Lovely Day és Frankie Valli és a Four Seasons December 1963 (Oh, what a night) minimix premierekként jelentek meg a rádió hullámain.
"Phil Collins - In The Air Tonight"  című single-je azonban egy show mix részeként került színpadra a londoni DMC (Disco Music Club) Mixing bajnokság döntőjében miután maga Ben egészítette azt ki.
Ben így emlékszik a történtekre: 
Aztán föltettem Phil Collins remixét a két és félezer DJ előtt, és azt mondtam nekik: Ha ezt szeretnétek kiadva látni, holnap hívjátok az első órában a Virgin lemezkiadót.
És így történt, hogy a Virgin-t másnap "két és fél ezer" DJ hívta és délután 1 órakor Ben aláírta a remixét, amelyet ki is adtak aznap. Így Ben, rekord-producer lett.
1992-ben, miután elkészítette utolsó Grandmixét, Ben kissé sikertelennek érezte magát a pozitív visszajelzések hiányában.
Nem tudhattam mit gondolnak ezekről a mixekről az emberek. A mixeken 30 napon át, napi 10-12 órát dolgoztam decemberben.
Aztán december 31-én befejeztem a munkát, bementem a stúdiókba, mindenki elfoglalt volt, nem igazán érdekelte őket a mix, csak a technikus ült mellettem a stúdióban. Hat óra körül elindítottam a lemezt majd egy órával később leállítottam, széthúztam a kábeleket és elhagytam a stúdiót…
Ott üldögélve a technikussal – hallgatók visszajelzése nélkül – a legrosszabb érzés volt amit valaha is éreztem. Ahhoz tudnám hasonlítani, mint ha elkészítesz egy mesterművet, majd fölsétálsz azzal egy hídra és beledobod azt a folyóba anélkül, hogy tudnád mi az emberek véleménye róla.

## Egy kis szünet – Vizuális megjelenítések, reklámok
Kissé lehangoltan de nem elkeseredve, Liebrand egy teljesen más ösvényre terelte kreativitását, ebben az időben teljes mértékben szakítva a lemezlovassággal és produkciós munkával, energiáját a számítógép alapú, 3D előadásra és animációra fókuszálta. 
Azon volt, hogy minél többet tudjon az ehhez szükséges készségekről.
Őszintesége és munkára való késztetése melyet még DJ-ként és producerként alkalmazott, relatív rövid ideig megtanította Liebrand-ot, hogy minőségi munkát végezzen az elégségessel szemben.
Teljesítménye olyannyira professzionális természetű volt, hogy elindította saját vizuális képeket készítő cégét, a Liebrand Images-t és ezáltal olyan munkákat vállalt fel, mint reklámok (olyan klienseket is beleértve, mint az Arcade Compilations Cd-i), promocionális zenei videókat (Atlantic Ocean és The Alan Parsons Project) valamint a Music Television-hez hasonló TMF-nek ( The Music Factory) gyártva vizuális képeket.
Ben Hágában 3D animációt tanított a Royal Academy for Visual Arts intézményében és előadásokat tartott 3D és kép manipuláció témában Hollandiában, Angliában valamint távol keleten.
Az összes Grandmix CD művészeti munkája (Cd-borítók) Ben Liebrand kreációja.
Ez a cég még napjainkban is működik és kiváló minőségű számítógép által előállított képeket készít rengeteg megrendelő számára.
VJ vizuális képek (VJ Visuals):
A Grandmix CD sorozatának művészi munkáján alapulva, Ben Liebrand – a képeket életre keltve - állított elő egy DVD-t, ami a Grandmix VJ Visuals nevet viseli.
Ez egy óra minőségi képekből álló különböző kategóriákból tevődik össze: trance és sci-fi, Vinyl és Pioneer CDJ1000, Explosive és Disco, Bling és Retro.
Képkíséretként Ben egy szintén egyórás track-et komponált hozzá lassított képszekvenciákkal illusztrálva a zenét, mely által fokozatosan trance állapotba hozta hallgatóit és ezt ugyanazon a nyáron Armin van Buuren közvetítette a "State of Trance" nevezetű rádió show-jában. Ez a track a Modular-1 nevet viseli.

## A Grandmix visszatérése
A Liebrand Images nőtt és fejlődött és Ben zenei alapú produkciós munkákba merülve találta magát mely által eredeti zenei produkciókat kombinált össze saját maga által készített, eredeti vizuális képekkel és 1997-ben piacra dobta a Funky Town-t.
Ekkor fedezte fel a lemez hihetetlen mértékű népszerűségét egy olyan új, rajongói perspektívából, mely az interneten folytatta útját múltbéli munkáiról, beleértve a Mixfreak levelező listát, mely által virágzó kereskedelemmé vált a Radio Veronica Grandmixes másolatainak csereberéje rajongók körében és Ben most érezhette azt a megbecsülést, meleg fogadtatást és pozitív visszajelzést ami a nyolcvanas-kilencvenes éve munkáit illette és amelyre évek óta vágyott.
Elkezdett visszatérni a lemezlovassághoz és a tömegekhez akik hősként fogadták Ben-t a világot jelentő deszkákon.
Hála ennek a lelkes Internetes támogatásnak melyet Dennis Slagers és barátai kezdeményeztek a mixfreaks mailing lista által, 1998-ban Ben a Holland Radio 538-val (a Radio Veronica egyik utódja) folytatott tárgyalásokat, melynek eredményeképpen 1999-ben minden hónap utolsó szombatján az addigi Grandmixek lejátszásra kerültek.
A legfőbb szándék az volt, hogy egy vadonatúj Grandmixet közvetítsenek 1999 decemberében, mely a legnagyobb mixe az összes addigi Grandmix-nek. Ez a mix a Grandmix The Millennium Edition nevet viselte, amely az "évszázad" legnagyobb dance slágereit foglalta magába.
Ez a mix olyan sikert aratott, hogy a Radio 538 felkérte Liebrand-ot, hogy készítsen a nyári mixet, mely a Grandmix The Summer Edition nevet viseli. Továbbá felkérték Ben-t, hogy újból készítsen minden évben Grandmixeket.
Így 2001. december 31-én este 6-tól 9-ig a rádióhallgatók a háromrészes Grandmix-re táncolhattak, ezáltal jelezve Ben Liebrand  rendszeres visszatérését a rádió hullámaira melyet a következő évi augusztus 23-i Granmix Disco Edition követett.  1999-től Ben minden egyes Grandmixét 3 CD-n jelenteti meg 180 percben.
1983 és 1992 között a Grandmix tízszer jelent meg, de ezek közül egyik Ben Liebrand által.
A 88-89-es felvételek a DMC tagok számára voltak elérhetőek és a 90-es Grandmix következett volna, de a Brit zenei szerzői jogtörvény változásai miatt eltörölték ennek kiadását. A Sony/BMG adta ki a 2000-2006-os Grandmixet, így ezeket ennél a kiadónál lehetett megrendelni.
Az 1993 és 1999 közötti Grandmixek (beleértve az Uncle Ben’s és DJ Bootleg 99 mixeket), az 1993, 1994, 1995, 1996, 1997, 1998 és 1999-es lemezek nem Ben Liebrand által készített mixek és csak illegális vagy hamisított változatok!
Az In The Mix rádió show szériájának befejezéseként Ben elkészítette a Classics Mix-et, ezen szerepeltetve a legjobb zeneszámokat az 1970-es éveken át durván 1982-ig.
A Classicmix eredetileg a Radio Veronica, In the mix szériájának utolsó non-stop-mixeként keletkezett.
2004-ben Ben Liebrand visszatért a Radio Veronica-hoz heti 2 órás mixel.
Ben napjainkban újra zenei vonalon öregbíti hírnevét, Grandmix-ei kaphatóak weboldalán 3 CD formájában és ő szerkeszti a In The Mix show-ját. 
Liebrand CD összeállításai sikeres Grandmixek sorozatából állnak, és különleges 12-inches verziók kollekciójából, továbbá mesteri formájaként az eredeti lemezeinek, Grand 12 inches néven, CD-n kiadva.

## Tények a Grandmixekről

### A kezdés
1983 volt az az év, mikor Ben Liebrand megcsinálta az első Grandmixét a Rádió Veronikának. 
Ez a mix több mint 100-zeneszámot tartalmazott, az  akkori évek legjobb zenéiből egyórás non-stop mixben. 
Ez a Grandmix hamarosan mesterműnek számított azokban az években. 
Ez volt a gyökere a Holland non-stop mixeknek és számos más országénak is, akik felfedezték a műfaj népszerűségét.
Ben liebrand weboldalán megtekinthetőek a Grandmixek tracklistái, továbbá a stúdiók, a felszerelések, amelynek a segítségével a Grandmixeket készítette.
1999 volt az az év , amikor a Radio 538 újrajátszotta az addigi összes Grandmixet. 
Csakúgy mint a 3 órás non stop Millenniumi Grandmixet, amit a Sony 3 CD-n jelentetett meg.
Az 1983–92-ig elkészített Grandmixet soha nem lettek kerültek kereskedelmi forgalomba, azért, mert több művész, mint Prince, Madonna, Michael Jackson és sokan mások egyszerűen nem engedték, hogy az ő zeneszámaikat bármilyen megamix tartalmazza.
Ezenkívül a szerzői jogdíjak és a számok teljes mennyisége egyszerűen túl drágává tette volna a Grandmix elkészítését, eltekintve attól, hogy hónapokig tartott volna az összes szerződés megkötése és a sok dolláros ügyvédi díjak.
A Grandmix 10 alkalommal tűnt fel 83 és 92 között. 1993 -1999-es mixek közül egyik sem lett kiadva Ben Liabrand által.
Sok ember próbált a Grandmix szériákkal jogtalanul csalni az évek során. 
Könnyen pénzt csinálni Liebrand munkájából, ami végül ahhoz vezetett, hogy Ben befejezte a mixek készítését. 
Ez tűnt a legjobb megoldásnak, hogy tisztába tegye a helyzetet.
Az összes mix 93 és 99 között, amik Grandmixként vannak jelen, nem Ben Liebrand mixelte és illegálisak.
A 88 és 89 Grandmix elérhető a DMC tagoknak.
A 90-es Grandmix kész volt a kiadásra, de törölve lett, mert időközben megváltoztak a Brit Zenei jogi törvények.

## Grand 12 Inches
A Grand 12 Inches lényege, hogy Ben Liebrand összegyűjtötte a legnagyobb klubslágereket, a lehető legjobb minőségű verzióban, és még arra is igyekezett figyelni, hogy azok a verziók kerüljenek a lemezekre, amelyek a leghasználhatóbbak, vagy legritkábbak.
A honlapján leírja, hogy milyen úton-módon jutott a dalokhoz. A legjobb példa a Rick James-féle Super Freak (a U Can't Touch This alapja), amely mindenhol olyan verzióban szerepel, hogy egyszerűen nincs rajta basszus. Ben Liebrand addig kutatott, amíg meg nem találta az egyetlen olyan mastert, ahol az eredeti, tisztességes basszus is szól. Ezt tette rá a lemezére.

### Ben Liebrand a Grand 12 Inches-ről
Ben Liebrand: Ezek a zenei karrierem gyökerei.
Ezeket leginkább úgy lehet meghatározni, hogy az utam követése, több közülük forradalmi és igazán fejlődő a kiadás idejében.
A legnagyobb odafigyeléssel kerestem a lehető legjobb mastereket, néha több mint 5 különböző verziót hasonlítottam össze, hogy megtaláljam melyik hangzik a legjobban és legtisztábban.
Néha még analóg kazettákat is sütöttem, hogy újra lejátszhatóvá tegyem őket.
A hő elpárologtatja a nedvességet a kazetta borításáról.
A -sütés- után a kazetta lejátszható lesz újra és a digitális átjátszás végrehajtható.
Néhány szám a sajátom, a vokál és a lemezről átírt verzió kombinációja, gyakran szerepeltettem ezt a kombinációt élő DJ szettben is.
Több kombináció sajátja, hogy a legjobb részek a vokálból és az átírt verzióból szerepelnek, így adva a teljes érzést, amit ez a szám nekem jelent.

## Diszkográfia

### Grandmixek
- Grandmix 83
- Grandmix 84
- Grandmix 85
- Grandmix 86
- Grandmix 87
- Grandmix 88
- Grandmix 89
- Grandmix 90
- Grandmix 91
- Grandmix 92
- Grandmix 2000
- Grandmix 2001
- Grandmix 2002
- Grandmix 2003
- Grandmix 2004
- Grandmix 2005
- Grandmix 2006
- Grandmix 2007
- Grandmix 2008
- Grandmix 2009 (megjelenés: 2010 január első hete)

### Speciális Grandmixek
- Grandmix Millennium Edition
- Grandmix Summer Edition
- Grandmix Disco Edition
- Grandmix 90's Edition
- Grandmix Disco Edition 2
- Grandmix 90's Edition 2
- Grandmix Nouveau Disco

### Megamixek
- Mid Summer Megamix 2004
- Megadande Summermix 2005
- Popmix
- Disco Classic
- 50 Disco Hits
- Jaarmix 2007
- Zoomermix 2008
- Jaarmix 2008
- Jaarmix 2009

### Limitált kiadványok
- Minimix 1
- Spirit Of Disco - The Italo Edition
- Ben Liebrand Collectors Editions CD1
- Ben Liebrand Collectors Editions CD2
- Ben Liebrand Collectors Editions CD3
- Styles XL
- Grandmix VJ Visuals

### 12 Inches kiadványok
- Grand 12 Inches 1
- Grand 12 Inches 2
- Grand 12 Inches 3
- Grand 12 Inches 4
- Grand 12 Inches 5
- Liebrand 12 inches
- Grand 12 Inches 6

## Külső hivatkozások
- Ben Liebrand Hivatalos weboldala
- Mixhistory
- Ben Liebrand eddigi munkái és megjelent kiadványai (Német)
- Ben Liebrand összes munkája a Discogs.com-on